# Khara-Zire
Khara-Zire är en ö i Azerbajdzjan.   Den ligger i distriktet Baku, i den östra delen av landet, 50 km söder om huvudstaden Baku.